# Calyptophilus tertius
Calyptophilus tertius là một loài chim trong họ Thraupidae.